# Турлюн, Николай Васильевич
Николай Васильевич Турлюн (4 декабря 1904, село Новопокровка — 14 июня 1968) — Бригадир совхоза «Кизлярский» Кизлярского района Дагестанской АССР. Герой Социалистического Труда (1950).

## Биография
Родился 4 декабря 1904 года в селе Ново-Покровка в семье рабочего. Украинец.
В 1930 году вместе с семьёй переехал на в Кизлярский район Дагестанской АССР. Участник Великой Отечественной войны. После ранения 1942 года был комиссован. С 1942 по 1966 год работал в совхозе «Пролетарий». Руководимая им бригада собрала 278 центнеров винограда с 1 гектара. Указом Президиума Верховного Совета СССР от 27 ноября 1965 года за особые заслуги в развитии народного хозяйства Дагестанской АССР бригадир Турлюн Николай Васильевич удостоен звания Героя Социалистического Труда с вручением ордена Ленина и золотой медали «Серп и Молот». Также он неоднократно избирался депутатом Кизлярского районного Совета народных депутатов.